# Kretzschmaria parvistroma
Kretzschmaria parvistroma är en svampart som beskrevs av Mugambi, Huhndorf & J.D. Rogers 2009. Kretzschmaria parvistroma ingår i släktet Kretzschmaria och familjen kolkärnsvampar.   Inga underarter finns listade i Catalogue of Life.